# Волдо (Флорида)
Волдо (енгл. Waldo) град је у америчкој савезној држави Флорида. По попису становништва из 2010. у њему је живело 1.015 становника.

## Демографија
Према попису становништва из 2010. у граду је живело 1.015 становника, што је 194 (23,6%) становника више него 2000. године.
| Група             | 2000.       | 2010.       |
| Белци             | 620 (75,5%) | 695 (68,5%) |
| Афроамериканци    | 125 (15,2%) | 263 (25,9%) |
| Азијати           | 4 (0,5%)    | 3 (0,3%)    |
| Хиспаноамериканци | 17 (2,1%)   | 32 (3,2%)   |
| Укупно            | 821         | 1.015       |